# イプスウィッチ
イプスウィッチ（英: Ipswich, [ˈɪpswɪtʃ] ( 音声ファイル)）は、イギリスのサフォークにある町（タウン）および市（バラ）。サフォークの州都（カウンティ・タウン）および最大都市であり、イースト・アングリア全域でもノリッジに次ぐ第二の都市である。ロンドンの北東130キロメートルに位置し、人口は約15万人。イプスウィッチ市街はイースト・オブ・イングランドで4位、イングランドおよびウェールズ全域でも42番目に大きい。ケスグレーヴ、ウッドブリッジ、ブランフォード、マートルシャム・ヒースといった町ないし村を含む。
中世の記録に Gippeswic と表記されているのが歴史上の初出で、Gyppewicus や Yppswyche といった表記でもみられる。サクソン人の時代から定住の痕跡があり、イギリスで最も古い町のひとつとされる。イプスウィッチ・ウォーターフロントはイングランド王国最大の波止場として知られ、王国の経済に多大な貢献をしてきた。
イプスウィッチはいくつかの地区からなるが、そのうち中心部とウォーターフロントが最も人気がある。コーンヒルと呼ばれる広場のある中心部には、小売店が立ち並ぶ。町の南のオーウェル川河口に位置するウォーターフロント地区にはマリーナ、豪華なヨット、高級アパート、さまざまなレストランやカフェといった写真映えする風景が広がる。ウォーターフロント地区にはサフォーク大学のキャンパスもある。
郊外には、サフォーク・コースト・アンド・ヒースズとディダム・ヴェイルのふたつの特別自然美観地域 (AONB) が広がる。2016年には350万人が町を訪れた。2020年には、トリップアドバイザーから「急成長中の世界の観光地」に選ばれた。
2006年にイプスウィッチ連続殺人事件が起こった場所である。

## スポーツ
サッカークラブのイプスウィッチ・タウンの本拠地であり、市内のポートマン・ロードがホームスタジアムとなっている。

## 出身人物
- レイフ・ファインズ - 俳優
- バーニー・エクレストン - 元ブラバムチームオーナー、元FOCA会長、FISA等F1関連人物
- リチャード・イアン・ライト - サッカー選手
- タイタス・ブランブル - サッカー選手
- ジェレミー・ウェイド - アニマルプラネット『怪物魚を追え!』番組ホスト
- C・W・ニコル - 冒険家、作家。母と幼少時代を過ごした。